# Lijst van voetbalinterlands Jemen - Palestina
Deze lijst van voetbalinterlands is een overzicht van alle officiële voetbalinterlands tussen de nationale teams van Jemen en Palestina. De landen hebben tot nu toe zeven keer tegen elkaar gespeeld. De eerste ontmoeting was een groepswedstrijd tijdens het West-Azië Cup 2010 op 27 september 2010 in Amman (Jordanië). Het laatste duel, een kwalificatiewedstrijd voor de Azië Cup 2023, werd gespeeld in Ulaanbaatar (Mongolië) op 11 juni 2022.

## Wedstrijden
| № | Plaats      | Datum             | Competitie                 | Wedstrijd         | Uitslag |
| - | ----------- | ----------------- | -------------------------- | ----------------- | ------- |
| 1 | Amman       | 27 september 2010 | West-Azië Cup 2010         | Jemen − Palestina | 3 − 1   |
| 2 | Sanaa       | 18 juni 2012      | Vriendschappelijk          | Jemen − Palestina | 1 − 2   |
| 3 | Doha        | 22 maart 2017     | Vriendschappelijk          | Jemen − Palestina | 0 − 1   |
| 4 | Karbala     | 30 juli 2019      | West-Azië Cup 2019         | Jemen − Palestina | 0 − 1   |
| 5 | Muharraq    | 14 november 2019  | WK 2022 kwalificatie       | Jemen − Palestina | 1 − 0   |
| 6 | Riyad       | 15 juni 2021      | WK 2022 kwalificatie       | Palestina − Jemen | 3 − 0   |
| 7 | Ulaanbaatar | 11 juni 2022      | Azië Cup 2023 kwalificatie | Jemen − Palestina | 0 − 5   |

## Samenvatting
| Competitie            | Totaal gespeeld | Winst Jemen | Gelijk | Winst Palestina | Doelsaldo Jemen – Palestina |
| --------------------- | --------------- | ----------- | ------ | --------------- | --------------------------- |
| WK-kwalificatie       | 2               | 1           | 0      | 1               | 1 − 3                       |
| Azië Cup-kwalificatie | 1               | 0           | 0      | 1               | 0 − 5                       |
| West-Azië Cup         | 2               | 1           | 0      | 1               | 3 − 2                       |
| Vriendschappelijk     | 2               | 0           | 0      | 2               | 1 − 3                       |
| Totaal                | 7               | 2           | 0      | 5               | 5 − 13                      |

YFA · A-internationals
1984 – 1989 · 
1990 – 1999 · 
2000 – 2009 · 
2010 – 2019 ·
2020 − 2029
Bahrein ·
Bangladesh ·
Bhutan ·
Brunei ·
Cambodja ·
China ·
Comoren ·
Djibouti ·
Egypte ·
Eritrea ·
Ethiopië ·
Filipijnen ·
Finland ·
Hongkong ·
India ·
Indonesië ·
Irak ·
Iran ·
Japan ·
Jordanië ·
Kenia ·
Kirgizië ·
Koeweit ·
Libanon ·
Libië ·
Malawi ·
Malediven ·
Maleisië ·
Marokko ·
Mauritanië ·
Mongolië ·
Nepal ·
Noord-Korea ·
Oeganda ·
Oezbekistan ·
Oman ·
Pakistan ·
Palestina ·
Qatar ·
Saoedi-Arabië ·
Singapore ·
Soedan ·
Sri Lanka ·
Syrië ·
Tadzjikistan ·
Tanzania ·
Thailand ·
Tsjaad ·
Turkmenistan ·
Verenigde Arabische Emiraten ·
Vietnam ·
Zambia ·
Zuid-Korea
PFF · 
Bondscoaches · 
A-internationals · 
Palestijns vrouwenelftal
1953 – 1959 ·
1960 – 1969 ·
1970 – 1979 ·
1980 – 1989 ·
1990 – 1999 ·
2000 – 2009 ·
2010 – 2019 ·
2020 − 2029
Afghanistan ·
Australië ·
Azerbeidzjan ·
Bahrein ·
Bangladesh ·
Bhutan ·
Burundi ·
Cambodja ·
Chili · 
China ·
Comoren ·
Egypte ·
Filipijnen ·
Griekenland ·
Guam ·
Hongkong ·
India ·
Indonesië ·
Irak ·
Iran ·
Japan ·
Jemen ·
Jordanië ·
Kazachstan ·
Kirgizië ·
Koeweit ·
Libanon ·
Libië ·
Malediven ·
Maleisië ·
Marokko ·
Mauritanië ·
Mongolië ·
Myanmar ·
Nepal ·
Noord-Korea ·
Oezbekistan ·
Oman ·
Oost-Timor ·
Pakistan ·
Qatar ·
Saoedi-Arabië ·
Seychellen ·
Singapore ·
Soedan ·
Sri Lanka ·
Syrië ·
Tadzjikistan ·
Taiwan ·
Tanzania ·
Thailand · 
Turkmenistan ·
Verenigde Arabische Emiraten ·
Vietnam ·
Zuid-Korea